# Hidroacilação
Hidroacilação  é um tipo de reação orgânica no qual um aldeído é adicionado ao longo de uma cadeia de alceno ou alcino. O produto da reação é uma cetona. A reação requer um catalisador de metal e a reação intramolecular é favorecido sobre uma intermolecular. Com alcinos o produto da reação é uma cetona α,β-insaturada, incluindo a ciclopentenona.
A reação foi descoberta por K. Sakai em 1972 como parte de uma via de síntese para certos prostanóides, tendo como reagente o tetracloreto de estanho. Com uma quantidade estequiométrica de catalisador de Wilkinson em clorofórmio, acetonitrila ou benzeno uma quantidade igual de um ciclopropano foi formada como o resultado de descarbonilação.
A primeira aplicação catalítica foi relatada por Miller, em 1976  na reação de 4-pentenal com o catalisador de Wilkinson para formar ciclopentanona. Nesta reação, o solvente foi saturado com etileno.
A formação de anel ciclopentano é favorecida, sendo o produto da reação de 5-pentenal novamente uma ciclopentanona. Outro catalisador adequado é composto de ródio catiônico Rh(dppe)CIO4 (perclorado de dppe ródio).

## Mecanismo de reação
Em geral, um mecanismo de reação em um passo a hidroacilação é adição oxidativa de metal na ligação carbono-hidrogênio do aldeído seguida de adição “ao lado” do alceno, seguida pela eliminação redutiva. Uma reação colateral é a descarbonilação do hidreto de metal acilo RCH2(CO)MH ao alcano RCH3 e M(CO) via o intermediário RCH2M(CO)H.

## Hidroacilação assimétrica
Hidroacilação como uma reação assimétrica foi demonstrada pela primeira vez por James e Young em 1983 (resolução cinética)  e por Sakai em 1989 (verdadeira síntese assimétrica)  tanto empregando ródio como um ligando difosfina quiral. Numa aplicação o ligando é Me-DuPHOS: